# District de Kasai
Le district de Kasai (河西郡, Kasai-gun) est un district de la sous-préfecture de Tokachi, sur l'île de Hokkaidō, au Japon.

## Géographie

### Démographie
Au 30 septembre 2015, la population du district de Kasai était estimée à 26 304 habitants répartis sur une superficie de 983,24 km2 (densité de population d'environ 27 hab./km2).

### Divisions administratives

#### Municipalités
- Bourg :
  - Memuro.
- Villages :
  - Nakasatsunai ;
  - Sarabetsu.